# ロピタルの定理
ロピタルの定理 (ロピタルのていり、英: l'Hôpital's rule) とは、微分積分学において不定形の極限を微分を用いて求めるための定理である。ベルヌーイの定理 (英語: Bernoulli's rule) と呼ばれることもある。
本定理を (しばしば複数回) 適用することにより、不定形の式を非不定形の式に変換し、その極限値を容易に求めることができる可能性がある。

## 概要
ロピタルの定理は、簡単には c（-∞≦c≦∞）を含むある区間 I があり、関数 f,g はその内部で微分可能で、
{\displaystyle \lim _{x\to c}f(x)=\lim _{x\to c}g(x)} 
かつその値が 0 または ±∞ であり、かつ極限 
{\displaystyle \lim _{x\to c}{\frac {f'(x)}{g'(x)}}} 
が存在し、かつ {\displaystyle I} におけるcの除外近傍において 
g′(x) ≠ 0 
が成り立つならば、
{\displaystyle \lim _{x\to c}{\frac {f(x)}{g(x)}}=\lim _{x\to c}{\frac {f'(x)}{g'(x)}}}
であることを主張する。
つまり、分子と分母を微分することにより不定形の分数を単純化あるいは非不定形に変換し、分数の極限値を簡単に計算できる可能性がある。
シュトルツ＝チェザロの定理は、数列の極限において類似の結果を与えているが、そこでは微分ではなく隣接項差分が用いられている。

## 発見
本定理はスイスの数学者、ヨハン・ベルヌーイによって発見されたものであるとされている (ロピタルの定理論争を参照)。本定理の名称としては、欧州で最初の微分学書である Analyse des infiniment petits pour l'intelligence des lignes courbes (西暦1696年, 直訳: 曲線の理解のための無限小の解析) を出版し、その中で本定理を広く世に知らしめた17世紀のフランスの数学者、ギヨーム・ド・ロピタルの名を冠してロピタルの定理と呼ばれることが通例である。ベルヌーイとロピタルとの間には契約があってロピタルは命名権のためにいくらかの対価を与えたということである。ロピタルの死後にベルヌーイが自分こそが定理の発見者であると暴露した。

## 定理
ロピタルの定理の一般形は多くの場合に適用される。c と L が拡大実数(すなわち実数、正の無限大、負の無限大) であり、次の条件、
{\displaystyle \lim _{x\to c}{f(x)}=\lim _{x\to c}g(x)=0}
{\displaystyle \lim _{x\to c}{f(x)}=\pm \lim _{x\to c}{g(x)}=\pm \infty }
のいずれかが満たされるとする(ただし、 {\displaystyle c=\infty } の場合は{\displaystyle \lim _{x\to \infty }f(x)} は不要)。また、 c を含むある開区間から c を除いた点において（{\displaystyle c=+\infty } であれば十分大きい実数に対して）
{\displaystyle g'(x)\neq 0} が成り立つとする。ここで、極限
{\displaystyle \lim _{x\to c}{\frac {f'(x)}{g'(x)}}=L}
が存在すれば、
{\displaystyle \lim _{x\to c}{\frac {f(x)}{g(x)}}=L}
である。このときの極限は片側極限であっても良い。

## 極限が存在するという条件
極限、
{\displaystyle \lim _{x\to c}{\frac {f'(x)}{g'(x)}}}
が存在するという条件はこの定理において外すことの出来ない重要な仮定である。
例えば、
f(x) = x + sin(x) と g(x) = x に対して、
{\displaystyle \lim _{x\to \infty }{\frac {f'(x)}{g'(x)}}=\lim _{x\to \infty }{\frac {1+\cos x}{1}}}
となりこの極限は存在しない。従ってこの場合ロピタルの定理の適用は出来ないがしかし次のように、求めたい極限はしっかり存在していることが確認できる。
{\displaystyle \lim _{x\to \infty }{\frac {f(x)}{g(x)}}=\lim _{x\to \infty }\left(1+{\frac {\sin x}{x}}\right)=1}

## 分母の微分に関する条件
{\displaystyle I\setminus \{c\}} において
{\displaystyle g'(x)\neq 0} が成り立つという条件が成り立たない場合、次のような反例が存在する。
{\displaystyle f(x)=x+\cos x\sin x}
{\displaystyle g(x)=e^{\sin x}(x+\cos x\sin x)}
とおくと、
{\displaystyle f(x)/g(x)=1/e^{\sin x}}
は {\displaystyle x\to +\infty } のとき振動して極限をもたないが、
{\displaystyle {\begin{aligned}{\frac {f'(x)}{g'(x)}}&={\frac {2\cos ^{2}x}{e^{\sin x}\cos x(x+(\sin x+2)\cos x)}}\\&={\frac {2\cos x}{e^{\sin x}(x+(\sin x+2)\cos x)}}\end{aligned}}}
は0に収束する。

## 例
- 以下に示す式はsinc関数と 0/0形の不定形を含む例である。

{\displaystyle {\begin{aligned}\lim _{x\to 0}\operatorname {sinc} (x)&=\lim _{x\to 0}{\frac {\sin \pi x}{\pi x}}\\&=\lim _{x\to 0}{\frac {\pi \cos \pi x}{\pi }}\\&=\lim _{x\to 0}\cos \pi x\\&=1.\end{aligned}}}
この極限は丁度、x=0 における sin関数の微分の定義になっていることがわかる。
- 次の式は0/0を含む、さらに巧妙な例である。ロピタルの定理を一回適用してもまだ不定形である。この場合は本定理を三回適用することにより、極限を求めることができる。

{\displaystyle {\begin{aligned}\lim _{x\to 0}{\frac {2\sin x-\sin 2x}{x-\sin x}}&=\lim _{x\to 0}{\frac {2\cos x-2\cos 2x}{1-\cos x}}\\&=\lim _{x\to 0}{\frac {-2\sin x+4\sin 2x}{\sin x}}\\&=\lim _{x\to 0}{\frac {-2\cos x+8\cos 2x}{\cos x}}\\&={\frac {-2+8}{1}}\\&=6\end{aligned}}}
- この例は∞/∞形の不定形を持つ。{\displaystyle n} が正の整数であるとき、

{\displaystyle \lim _{x\to \infty }x^{n}e^{-x}=\lim _{x\to \infty }{\frac {x^{n}}{e^{x}}}=\lim _{x\to \infty }{\frac {nx^{n-1}}{e^{x}}}=n\lim _{x\to \infty }{\frac {x^{n-1}}{e^{x}}}}
である。冪乗が 0 となってその極限が 0 となるまでロピタルの定理を繰り返し適用する。
- これは レイズドコサインフィルタ (en) のインパルス応答と0/0形の不定形を持つ例である。

{\displaystyle {\begin{aligned}\lim _{t\to 1/2}\operatorname {sinc} (t){\frac {\cos \pi t}{1-(2t)^{2}}}&=\operatorname {sinc} (1/2)\lim _{t\to 1/2}{\frac {\cos \pi t}{1-(2t)^{2}}}\\&={\frac {2}{\pi }}\lim _{t\to 1/2}{\frac {-\pi \sin \pi t}{-8t}}\\&={\frac {2}{\pi }}\cdot {\frac {\pi }{4}}\\&={\frac {1}{2}}.\end{aligned}}}
- 次の定理を証明するためにロピタルの定理を使用することができる。もし {\displaystyle \scriptstyle f''} が x で連続ならば、

{\displaystyle {\begin{aligned}\lim _{h\to 0}{\frac {f(x+h)+f(x-h)-2f(x)}{h^{2}}}&=\lim _{h\to 0}{\frac {f'(x+h)-f'(x-h)}{2h}}\\&=f''(x).\end{aligned}}}
である。
- ロビタルの定理はしばしば巧妙な方法において引き合いに出される。ここで {\displaystyle f(x)+f'(x)} が {\displaystyle x\to \infty } で収束すると、

{\displaystyle \lim _{x\to \infty }f(x)=\lim _{x\to \infty }{e^{x}f(x) \over e^{x}}=\lim _{x\to \infty }{e^{x}(f(x)+f'(x)) \over e^{x}}=\lim _{x\to \infty }(f(x)+f'(x))}
であるので極限 {\displaystyle \lim _{x\to \infty }f(x)} が存在し、{\displaystyle \lim _{x\to \infty }f'(x)=0} である。ここで、最初の等式の分母において {\displaystyle e^{x}\to \infty } はロピタルの定理の適用のために必要だが、分子の {\displaystyle e^{x}f(x)\to \infty } は確認不要であることに注意されたい。

## 他の不定形
0/0、∞/∞ 以外、すなわち " 1∞ ", " 00 ", " ∞0 ", " 0·∞ ", " ∞ − ∞ " などの不定形に対してもロピタルの定理を適用できる可能性がある。例えば、 "∞ − ∞" を含む極限を求めるためには二つの関数の差を分数に変換することにより、
{\displaystyle {\begin{aligned}\lim _{x\to 1}\left({\frac {x}{x-1}}-{\frac {1}{\ln x}}\right)&=\lim _{x\to 1}{\frac {x\ln x-x+1}{(x-1)\ln x}}\quad &(1)\\&=\lim _{x\to 1}{\frac {\ln x}{{\frac {x-1}{x}}+\ln x}}\quad &(2)\\&=\lim _{x\to 1}{\frac {x\ln x}{x-1+x\ln x}}\quad &(3)\\&=\lim _{x\to 1}{\frac {1+\ln x}{2+\ln x}}\quad &(4)\\&={\frac {1}{2}}\end{aligned}}}
を得る。ここにロピタルの定理が (1) から (2) そして (3) から (4) への変形に用いられた。
指数関数を含む不定形では、対数を用いて指数部から降ろすとロピタルの定理を適用できる可能性がある。次の式は 00形の不定形を含む例である。
{\displaystyle \lim _{x\to 0^{+}}x^{x}=\lim _{x\to 0^{+}}e^{\ln x^{x}}=\lim _{x\to 0^{+}}e^{x\ln x}=e^{\lim _{x\to 0^{+}}x\ln x}}
ここで、指数関数は連続であるので、極限を指数関数の内側に移動することが有効である。すると指数 {\displaystyle x} を指数部から降ろすことができる。極限 {\displaystyle \scriptstyle \lim _{x\to 0^{+}}x\ln x} は 0·(−∞) 形の不定形となるが、上で示した例と同様にロピタルの定理を適用することができ、
{\displaystyle \lim _{x\to 0^{+}}x\ln x=0}
を得て、極限は次のように求められる。
{\displaystyle \lim _{x\to 0^{+}}x^{x}=e^{0}=1}

## 極限を求めるための他の方法
ロピタルの定理は通常の方法では求めることが困難な極限問題に対しても強力な手法であるが、それが常に簡単とは限らない。次の例を考えてみよう。
{\displaystyle \lim _{|x|\to \infty }x\sin {\frac {1}{x}}.}
この極限はロピタルの定理を用いると、
{\displaystyle {\begin{aligned}\lim _{|x|\to \infty }x\sin {\frac {1}{x}}&=\lim _{|x|\to \infty }{\frac {\sin {\frac {1}{x}}}{1/x}}\\&=\lim _{|x|\to \infty }{\frac {-x^{-2}\cos {\frac {1}{x}}}{-x^{-2}}}\\&=\lim _{|x|\to \infty }\cos {\frac {1}{x}}\\&=\cos {\left(\lim _{|x|\to \infty }{\frac {1}{x}}\right)}\\&=1\end{aligned}}}
となるが、 cos 関数が連続であるので極限操作を cos 関数の内側に移動することが有効である。この極限を計算するための他の方法は変数の置換である。y = 1/x とする。|x| が無限大に近づくにつれて y は 0 に近づく。従って、
{\displaystyle \lim _{|x|\to \infty }x\sin {\frac {1}{x}}=\lim _{y\to 0}{\frac {\sin y}{y}}=1.}
である。最後の極限はロピタルの定理を用いて計算することもできるが、それを用いなくても 0 における sin 関数の微分の定義と同様の手法でも可能である。
この極限を計算するさらに他の方法は、テイラー展開を用いることである。
{\displaystyle {\begin{aligned}\lim _{|x|\to \infty }x\sin {\frac {1}{x}}&=\lim _{|x|\to \infty }x\left({\frac {1}{x}}-{\frac {1}{3!\,x^{3}}}+{\frac {1}{5!\,x^{5}}}-\cdots \right)\\&=\lim _{|x|\to \infty }\left(1-{\frac {1}{3!\,x^{2}}}+{\frac {1}{5!\,x^{4}}}-\cdots \right)\\&=1+\lim _{|x|\to \infty }{\frac {1}{x}}\left(-{\frac {1}{3!\,x}}+{\frac {1}{5!\,x^{3}}}-\cdots \right)\end{aligned}}}
|x| ≥ 1 に対して、最後の行の第2項の極限のかっこの中の展開は有界であるので極限は 0 である。

## 循環論法
いくらかのケースではある極限を計算するためにロピタルの定理を使用するとき、循環論法を構成することがある。次の例を考えてみよう。
{\displaystyle \lim _{h\to 0}{\frac {(x+h)^{n}-x^{n}}{h}}}
この極限を求める目的が {\displaystyle f(x)=x^{n}} に対して
{\displaystyle f'(x)=nx^{n-1},\,}
であることの証明であるとき、もしその極限をロピタルの定理を使用して計算すれば、この論法は結論を仮定として用いることとなり (論点先取)、たとえ結論が正しくとも非合理的な証明である。

## 発見的論法
以下の単純な論法はロピタルの定理あるいは類似の概念が正しいことを示唆している。ここではロピタルの定理よりも強い仮定を用いているため、ロピタルの定理を証明するものではない。
{\displaystyle f'} と {\displaystyle g'} が {\displaystyle c} で連続であり、{\displaystyle f(c)=g(c)=0} かつ g′(c) ≠ 0 であるならば、
{\displaystyle \lim _{x\to c}{\frac {f(x)}{g(x)}}=\lim _{x\to c}{\frac {f(x)/(x-c)}{g(x)/(x-c)}}={\frac {f'(c)}{g'(c)}}=\lim _{x\to c}{\frac {f'(x)}{g'(x)}}}
である。またグラフによる幾何学的な考察から尤もらしさを確認することもできる。

## ロピタルの定理の証明
ロピタルの定理を証明する標準的な方法はコーシーの平均値の定理を用いることである。ロピタルの定理は {\displaystyle c} と {\displaystyle L} が有限か無限か、{\displaystyle f} と {\displaystyle g} の収束値が 0 か無限大か、そして極限が片側か両側か、によって多くのバリエーションがある。それら全てのバリエーションは他の本質的な要因を考える必要なく次に示す主要な二つの形態に従う。

### 0/0形
{\displaystyle c} と {\displaystyle L} は有限であり、{\displaystyle f} と {\displaystyle g} は 0 に収束するとする。
まず第一に、{\displaystyle f(c)=0} と {\displaystyle g(c)=0} を定義 (または再定義) する。{\displaystyle f} と {\displaystyle g} は {\displaystyle c} で連続であるが、定義より極限は {\displaystyle c} に依存しないので極限は変化しない。極限値 {\displaystyle \lim _{x\to c}f'(x)/g'(x)\,} が存在するので、 {\displaystyle x=c} を除いて{\displaystyle g'(x)} が非 0 であれば、区間 {\displaystyle (c-\delta ,c+\delta )} 内の全ての {\displaystyle x} に対して {\displaystyle f'(x)} と {\displaystyle g'(x)} の双方が存在するようなその区間が存在する。
もし {\displaystyle x} が区間 {\displaystyle (c,c+\delta )} にあれば、平均値の定理とコーシーの平均値の定理の両方を区間 {\displaystyle [c,x]} に適用する。そして区間 {\displaystyle (c-\delta ,c)} と {\displaystyle x} に対して同様に適用する。平均値の定理は {\displaystyle g(x)} が非 0 であることを意味する。
でなければ、{\displaystyle g'(y)=0} であるような 区間 {\displaystyle (c,x)} の {\displaystyle y} が存在する。つまり、コーシーの平均値の定理は次の条件、
{\displaystyle {\frac {f(x)}{g(x)}}={\frac {f'(\xi _{x})}{g'(\xi _{x})}}}
を満たす区間 {\displaystyle (c,x)} 内の {\displaystyle \xi _{x}} が存在することを意味する。
もし {\displaystyle x} が {\displaystyle c} に近づくならば、{\displaystyle \xi _{x}} は {\displaystyle c} に近づく。{\displaystyle \scriptstyle \lim _{x\to c}f'(x)/g'(x)} が存在するので、次式を得る。
{\displaystyle \lim _{x\to c}{\frac {f(x)}{g(x)}}=\lim _{x\to c}{\frac {f'(\xi _{x})}{g'(\xi _{x})}}=\lim _{x\to c}{\frac {f'(x)}{g'(x)}}}

### ∞/∞形
{\displaystyle L} が有限であり、{\displaystyle c} が正の無限大、そして {\displaystyle f} と {\displaystyle g} が正の無限大に発散するとする。
{\displaystyle 0<\varepsilon <1} なる任意の {\displaystyle \varepsilon } に対してある {\displaystyle a} が存在し、
{\displaystyle x\geq a\Rightarrow \left|{\frac {f'(x)}{g'(x)}}-L\right|<\varepsilon /3}
が成り立つ。この a に対してある b が存在し、
{\displaystyle x\geq b\Rightarrow g(x)>{\frac {3(|L|+1)}{\varepsilon }}\max\{|f(a)|,|g(a)|\}}
が成り立つ。このとき {\displaystyle x>b} とするとコーシーの平均値の定理から {\displaystyle a<y<x} なるある y が存在して
{\displaystyle {\frac {f(x)-f(a)}{g(x)-g(a)}}={\frac {f'(y)}{g'(y)}}}
が成り立つから
{\displaystyle \left|{\frac {f(x)-f(a)}{g(x)-g(a)}}-L\right|<\varepsilon /3}
となる。よって {\displaystyle x>b} において
{\displaystyle {\begin{aligned}\left|{\frac {f(x)}{g(x)}}-{\frac {f(x)-f(a)}{g(x)-g(a)}}\right|&=\left|{\frac {f(a)}{g(x)}}-{\frac {g(a)}{g(x)}}\cdot {\frac {f(x)-f(a)}{g(x)-g(a)}}\right|\\&=\left|{\frac {f(a)-g(a)L}{g(x)}}-{\frac {g(a)}{g(x)}}\left({\frac {f(x)-f(a)}{g(x)-g(a)}}-L\right)\right|\\&<2\varepsilon /3\end{aligned}}}
が成り立つ。従って {\displaystyle x>b} のとき
{\displaystyle \left|{\frac {f(x)}{g(x)}}-L\right|<\varepsilon }
が成り立つ。

## 日本の高校数学・大学入試での扱い

### 概説
日本の高等学校における数学科目(数学III)では分数関数の極限が扱われ、ロピタルの定理を適用すると容易に極限値を求められる計算問題がしばしば出題される。一部の学習参考書などでは発展的内容・有力な計算のテクニックとしてロピタルの定理が紹介されることがあるが、定理の使用には慎重である。これはロピタルの定理が学習指導要領で扱われておらず、「範囲外」の知識を説明なしに用いることが問題視されることがあること、定理を適用するための条件が若干複雑で誤ったやりかたで適用しがちであることなどが理由とされる。

### 大学入試で使うべきではないとする説
安田亨は『大学への数学』誌において次のように述べている。ロピタルの定理を入試で使っていいのかどうかはよく話題になる。大学入試懇談会の2011年以外のある回で「ロピタルの定理を使うと5点減点している」という大学があった。とある会合(大学入試懇談会かは不明)では、慶應大学と見られる「KO大学」において「うちは5点の減点をする」、との発言があった。大学入試でのロピタルの定理の扱いは大学ごとに異なる。
また、安田は受験生の解答方針として次のように述べている。使用は自己責任に基づいて決めるべきであるが、0点になるよりは減点の危険を負ってでも使用すべきであり、空欄補充問題ならばそもそも問題はない。

### 注
1. ↑  綴り・読みの揺れについてはギヨーム・ド・ロピタルの項を参照。